# يويا ايمورا
يويا ايمورا هو مصارع محترف ياباني، ولد في 18 نوفمبر 1994 في إيمباري في اليابان.

## روابط خارجية
- يويا ايمورا على موقع CageMatch worker (الإنجليزية)
- يويا ايمورا على موقع قاعدة بيانات المصارعة على الإنترنت (الإنجليزية)